# Байрак (Богодухівський район)
Байра́к — село у Богодухівській міській громаді Богодухівського району Харківської області України.

## Географія
Село Байрак знаходиться між урочищами Шевченківка і Зелений Гай на правому схилі балки Балка Ясенові Колки. По дну балки протікає безіменний струмок на якому зроблено кілька загат. За 0,5 км розташоване селище Вікторівка. За 3-х км протікає річка Сухий Мерчик. До села примикає невеликий ліс (дуб, сосна). Навколо села великі садові масиви. За 1 км — колишнє село Копанки.

## Назва
Назва походить від слова байрак — балка, поросла травою.

## Історія
- 1928 рік — дата заснування.
- 12 червня 2020 року, відповідно до розпорядження Кабінету Міністрів України № 725-р «Про визначення адміністративних центрів та затвердження територій територіальних громад Харківської області», село увійшло до Богодухівської міської громади[2].
- 19 липня 2020 року, в результаті адміністративно-територіальної реформи та ліквідації Богодухівського району (1923—2020), село увійшло до складу новоутвореного Богодухівського району Харківської області[3].